# Phoxophrys tuberculata
Phoxophrys tuberculata är en ödleart som beskrevs av  Ambrosius Arnold Willem Hubrecht 1881. Phoxophrys tuberculata ingår i släktet Phoxophrys och familjen agamer. Inga underarter finns listade i Catalogue of Life.